# Псамметих IV
Псамметих IV — предполагаемый древнеегипетский правитель около 480-х годов до н. э., периода Персидского владычества. Условно относится к XXVII династии, хотя не происходил из династии Ахеменидов.

## Археологические факты
Несколько артефактов и греческих источников подтверждают существование египетского правителя с таким именем в Персидский период. Археологические находки с именем Псамметиха — это рукоять систра с тронным именем Амасис (Яхмос), печать-скарабей с тронным именем Nb-k3-n-Rˁ, ушебти и демотические документы второго года правления из Парвы (Страссбургский папирус № 2). Греческие авторы несколько раз упоминают имя этого правителя.

## Исторические сведения
В 1980 году американский египтолог Юджин Круз-Урибе впервые предположил, что упомянутый Страссбургский папирус № 2 из Парвы, традиционно приписываемый Псамметиху III, относится к правителю по имени Псамметих IV. Согласно Круз-Урибе, тот руководил частью Египта приблизительно в 480 году до н. э. Благодаря записям Геродота известно, что в Египте поднялось восстание в последние годы правления Дария I и во время вступления во власть Ксеркса I, который после коронации немедленно подавил бунт.
Энтони Спалингер посчитал предположение Круз-Урибе «слишком робким» и высказался, что Псамметих IV и отец Инароса II, упомянутый Геродотом «ливиец», — это один и тот же человек. Согласно греческим источникам, Инарос был «правителем ливийцев» и возглавил большое, хорошо известное восстание против персов в 460-х годах до н. э. Если данная гипотеза верна, то Псамметих не обладал достаточным авторитетом, чтобы претендовать на власть над всем Египтом. Поэтому Спалингер относит вышеуказанные археологические находки к последующему правителю с таким же именем. Афинский историк Филохор сообщал, что Псамметих (V) — возможный правнук Псамметиха IV, праправнук Таннироса и сын Инароса II — выгрузил зерно в Афинах в 445/444 году до н. э. Диодор Сицилийский упоминал Псамметиха (VI) как фараона Египта в 400 году до н. э., отметив, что он был «потомком известного Псамметиха». Иногда имя Псамметиха считается ошибочной формой написания Амиртея II — фараона XXVIII династии, правившего в 404—399 годах до н. э., чьё восстание против персидского владычества действительно увенчалось успехом.